# Natural Way (Full Noize)
Natural Way (Full Noize) – album koncertowy grupy Houk wydany w 1993 przez wytwórnię Bass Records.
Był to zapis koncertu zarejestrowanego 21 stycznia 1993 w warszawskim klubie Riviera Remont.
28 lipca 2004 nakładem Metal Mind Productions ukazała się reedycja płyty. Zawierała utwór audio "End the Reign" oraz video - teledysk do utworu "Natural Way".

## Lista utworów
1. Natural Way (Full Noize) 05:47
2. Epihizourus 02:58
3. Confuzion 03:05
4. No Time To Lose 04:25
5. Children Of The Revolution (cover T. Rex) 03:18
6. 1969 (cover Iggy & The Stooges) 02:40
7. Techno 02:37
8. Nobody`s Child 03:16
9. I Don`t Live Today (cover Jimi Hendrix) 03:08
10. Spiritual Revolution 04:43
11. Soul Ammunition I & Soul Ammunition Too 08:40

Utwory bonusowe z 2004:
12. "End the Reign" - bonus audio
13. "Natural Way" - bonus video

## Twórcy
- Dariusz "Maleo" Malejonek – śpiew, gitara
- Robert "Sadek" Sadowski – gitara
- Tadeusz Kaczorowski – gitara basowa
- Piotr "Fala" Falkowski – perkusja

(Opracowano na podstawie materiałów źródłowych)